# ناحیه ابوالظهور
ناحیه ابوالظهور (به عربی: ناحیة أبو الظهور) یک ناحیه در سوریه است که در منطقه ادلب واقع شده‌است. ناحیه ابوالظهور ۳۸٬۸۶۹ نفر جمعیت دارد.